# Hévízi Szent András Reumakórház és Gyógyfürdő
A Hévízi Szent András Reumakórház és Gyógyfürdő Hévízen üzemelő egészségügyi szolgáltató intézmény. Három szervezeti egysége a Hévízi Gyógytó, a Szent András Reumakórház és a Hotel Spa Hévíz.

## Története
Hévízen az évszázadok alatt a világon egyedülálló gyógyászat alakult ki, a hévízi komplex balneoterápia. A hévízi komplex balneoterápia három alappillére a természetes gyógytényezők, az orvos-szakmai tudás és a diagnosztika.
Hévíz mint fürdőhely története a történelem előtti korokba nyúlik vissza. A Hévízi-gyógytó gyógyító hatása már – valószínűleg – a rómaiak által is ismert volt, erre utalnak az Amphora Búváregyesület búvárai által 1980-as évek elején a tóból gyűjtött pénzérmék, és a tó környékén talált oltárkő. A népvándorláskori leletek is arra utalnak, hogy az erre megfordult germán és szláv népesség is használta a tavat. Hévíz írásos említése első alkalommal egy 1328-ból származó oklevélben történik, amikor a települést locus vulgarites Hewyz dictusként említik.
A tó gyógyhatásának felismerése és fürdőhellyé váló kiépítése a Festetics család nevéhez kötődik. A tó-forrás és környéke a 18. század derekán lett a családé. Gróf Festetics (I) György 1795 és 1797 között céltudatosan és tervszerűen építette ki a kis fürdőtelepet. Először utat vágatott a tóhoz, majd a túlfolyó elején a tó vizére deszkából, tutajra egyszerű fürdőházat emeltetett. Ezeket az 1800-as évek elején két, kis, cölöpökre helyezett fürdőházzal váltatta fel. A fürdőben kirurgusok (borbély-sebészek) működtek, akiknek fő tevékenységük az érvágás volt. Vasárnaponként egész kis vásárra való szekértábor állt a tó mellett. A gróf 1819-ben bekövetkezett halála után fél évszázadra megszakadt Hévízen minden komoly fejlődés.
1868. március 1-jén a Festeticsek cserével megszerezték a tótól nyugatra fekvő, komoly építkezésre alkalmas talajú területet. Megkezdődött az addig kopár domboldal, parkosítása. Gróf Festetics (II.) György elkezdte a fürdővendégek elhelyezésére alkalmas épületek építtetését, és előre megtervezte a majdan kialakuló épületek sorát. A tófürdő is kezdte elnyerni mai képét. Az 1860-as évek elején több épületet emeltek, és 1866 tavaszára felépült a tó felett tölgyfa oszlopokon álló, külön női és férfi osztállyal ellátott tükörfürdő is. Ezek az épületek álltak a tavon 1905-ig. 1885-től 1905-ig számos bérlő követte egymást, nagyobb befektetésekbe még nem kezdtek. Gyönyörű platános parkja, viszont azóta is a fürdőhely büszkesége, virágágyásait időről időre megújítják.
1905-ben Reischl Vencel keszthelyi sörgyáros 35 évre haszonbérletbe vette a fürdőt. A bérleti szerződés felújításokra, befektetésekre kötelezte a bérlőt. Reischl Vencel túltett a kötelezettségein. Hévíz valójában ezután épült ki, – mintha álmából ébredve minden eddigi mulasztást pótolni akarna – egyik évről a másikra országos hírnevet szerzett magának. Reischl a korszerűtlen, szegényes épületeket lebontatta, hogy helyükre kényelmes, modern szállók, vendéglők, fürdőházak kerülhessenek. Csak a IV-es, V-ös és VII-es házak maradtak meg változatlanul. 1911-ben készült el a Zander intézet, és átadták a teljesen megújult, kupolás tavi fürdőházakat. Ekkor épült a tó jellegzetes fürdőbejárata. „Eltűnt a parti mocsaras bozót, és a békanyállal fedett „feneketlen” is, helyüket vadgesztenye allék, gyönyörű virágágyak foglalták el.” A fejlődés elismeréseként 1911. április 27-én belügyminiszteri rendelettel Hévíz hivatalosan is gyógyfürdővé vált. A látogatók száma exponenciálisan növekedett.
Reischl Vencelt a bérleti szerződés állandó orvos tartására kötelezte a gyógyfürdő területén. Az új bérlő felismerte, hogy csak úgy tudja a bérletet kihasználni, ha a fürdő gyógyító jellegét kihangsúlyozza, és olyan orvos közreműködését veszi igénybe, aki a fürdőgyógymód szakértője, és az ott kezelt betegek szakorvosa. 1906-ban szerződést kötött dr. Schulhof Vilmossal, a budapesti Szent Lukács gyógyfürdő orvosával. A VI-os házban (mai D épület) alakítottak ki orvosi rendelőt. Dr. Schulhof Vilmos 1911-ben létesítette a kor mozgásterápia-igényeinek kielégítésére a Zander és Röntgen Intézetet, ahol gimnasztikai, elektroterápiás labor és röntgendiagnosztikai berendezés üzemelt. A diagnosztika jelentőségét felismerve hívta el Budapestről öccsét, dr. Schulhof Ödönt, aki röntgenológusként és fizikoterápiás szakorvosként dolgozott a Zanderben, és emellett a laboratóriumi-diagnosztikai vizsgálatokat vezette.
A Schulhof testvérek és dr. Moll Károly együtt vetették meg annak a rendszeres és céltudatos fejlesztésnek az alapjait, amely a forrástó gyógytényezőit a magyar egészségügy valódi szolgálatába állította. Dr. Moll Károly világviszonylatban először alkalmazta a subaquatilis tractiót, a súlyfürdőt.
Az első világháború leállította a fejlesztéseket Hévízen. 1923-tól azonban jelentősége megnövekedett, mivel a háborút lezáró békeszerződések jelentős fürdőhelyeket csatoltak el az országtól. A fürdő ekkor nőtt össze a környező településsel, a legelőket felparcellázták. A két világháború között Hévízfürdőt jellegzetes békebeli hangulat hatotta át.
A fürdő csendben vészelte át a második világégést. 1944 és 1946 között előbb a német, majd a szovjet megszállók használták – kórháznak – az épületeket. 1948-ban államosítás következett. Az 1950-es években a „tömegtermelés” volt jellemző Hévízen.
1952. január 1-jén az Egészségügyi Minisztérium a fürdőtelep épületeiben létrehozta a Hévízi Állami Gyógyfürdőkórházat (ma Hévízgyógyfürdő és Szent András Reumakórház, Hévíz). A fürdővendégek száma három-négyszeresére emelkedett. A kórház berendezéseit korszerűsítették, új kezeléseket vezettek be.
A Minisztertanács 2030 (1965. X. 17.) számú határozatában az Egészségügyi Minisztérium Hévizet országos jelentőségű gyógyhellyé nyilvánította. 1968-ra felépült az ország akkor legmodernebb fedett fürdője. Az épületet a korszerű balneoterápia minden eszközével felszerelték. A hetvenes évek közepén megkezdték a tófürdő teljes felújítását, osztrák vörösfenyőből. Az átalakítás 1985-re fejeződött be.
1986. március 3-án a tófürdő központi épületei leégtek. 1989 szeptemberében elkészült a formailag új épületegyüttes, amely szebb és korszerűbb lett, mint addigi elődei. Az új évezredben elkészült a park és az épületek felújítási és rekonstrukciós terve.
A bő 200 év alatt kikristályosodott, elemeiben folyamatosan kialakult hévízi komplex balneoterápia és Hévízfürdő a világ kulturális örökségének része.
A Kórház 2004 októbere óta közhasznú társaságként, majd később kft-ként működik.
2013. évi XXV. törvény rendelkezéseinek megfelelően a Hévízgyógyfürdő és Szent András Reumakórház Nonprofit Kft. mint gazdasági társaság a törvény erejénél fogva megszűnt. Valamennyi joga és kötelezettsége tekintetében 2013. április 1. napjától a Hévízgyógyfürdő és Szent András Reumakórház a jogutódja, amely intézmény költségvetési szerv formában működik.
Címe:  Hévíz, Dr. Schulhof Vilmos sétány 1.
Igazgató:
Dr.Holléné Dr.Mándó Zsuzsanna (2021-)
- dr. Kvarda Attila (2011–2020)
- dr. Hegedűs Lajos (2007–2010)
- Vancsura Miklós (1994–2006, főigazgató)

## Külső hivatkozások
- Hévízgyógyfürdő és Szent András Reumakórház honlapja
- A Tófürdő 1:25 méretarányú makettje